# ウィリアム・ピット (小ピット)
ウィリアム・ピット（William Pitt (the Younger)、1759年5月28日 - 1806年1月23日）は、18世紀末から19世紀はじめにかけてのイギリスの政治家、首相（在任：1783年 - 1801年、1804年 - 1806年）。1760年代に首相を務めた初代チャタム伯爵ウィリアム・ピット（大ピット）とヘスター・グレンヴィルの次男である。ジョン・ピット (第2代チャタム伯爵)は兄で、大ピットと同じく1760年代に首相を務めたジョージ・グレンヴィルは母方の伯父、後任の首相ウィリアム・グレンヴィルは従兄に当たる。父であるチャタム伯ウィリアム・ピットと区別するために小ピットと呼ばれる。
1783年に24歳でイギリス最年少の首相となる。1801年に辞任したが1804年に返り咲き、1806年に没するまで首相の職にあり、首相と大蔵大臣とを兼任もしていた。首相としての在職期間中はジョージ3世の治世下であり、ヨーロッパでフランス革命やナポレオン戦争等が起こってた。小ピットはしばしばトーリー、または新トーリーと考えられているが、「独立したホイッグ」と自称し、党派心の強い政治システムの拡大にはおおむね反対していた。
小ピットはナポレオン・ボナパルトとの大戦争でイギリスの改革のために尽力した行政官として有名。税金を上げ、急進派を厳しく取り締まった。アイルランド王国のフランスへの支援を脅威と感じ、連合法 (1800年)を根回しした。この連合法にカトリック解放を組み込もうとしたが失敗した。小ピットはまた、トーリー党を再生させる新トーリー主義を作りだし、1800年から25年間トーリー党に権力を持たせることを可能にした。歴史家のチャールズ・ペトリーは「もし、ピットが、暴動を起こすこともなしに、イギリスを古い秩序から新しい秩序へ変えたのが正にその理由であれば」偉大な首相の一人であると結論付けており、彼は新しいイギリスがどういうものであるかを理解しているとも述べている。それ以外にも、奴隷貿易禁止のために尽力した。
フランス革命が過激になるにつれて危機感を増し、1793年から3回対仏大同盟を組織して革命を潰そうとした。この潰しで彼はフランスから「人民の敵」と呼ばれる。対仏穏健派が支持を失うと、対仏強硬派で主戦派のピットは1804年に再び組閣した。イギリスの保守勢力を糾合し、野党でホイッグの指導者フォックスとともに政党政治の確立に貢献して、イギリスの二大政党制の土台を築いた。
1805年に第三次対仏大同盟を組織するも、同年のアウステルリッツの戦いに敗北し、彼自身も翌年1月に病没した。また父とともに支えた国王であるジョージ3世とは、カトリックの解放をめぐって対立していた。

## 生涯

### 幼少時から政治家になるまで
ウィリアム・ピットは大ピットの次男であり、ケント州ヘイズのヘイズプレイス（現在のブロムリー・ロンドン特別区）で生まれた。両親ともに政治家の家系で、母親のヘスター・グレンヴィルは、やはり首相を務めたジョージ・グレンヴィルの姉妹だった。伝記作家のジョン・エールマンによれば、父方から才気と行動力を、母方のグレンヴィル家から断固として、かつ几帳面な天分を受け継いだといわれる。
子供時代は虚弱で病気にかかりやすく、先天性の痛風があった。痛風が理由で家庭でエドワード・ウィルソン牧師について学んだ。ラテン語やギリシア語に通じると語学に長け、1773年に14歳でケンブリッジ大学ペンブルック・カレッジに入学した。2010年に同じ14歳でケンブリッジ大学に入学するものが現れるまでの237年間、ピットの記録に並ぶものすらいなかった。大学では政治哲学、西洋古典学、数学、三角法、化学、歴史を勉強した。しかしながら、在学中の成績は特に目立ったものではなかった。
大学での指導教員はジョージ・プレティマンで、プレティマンとは個人的に親友となった。後に小ピットは、この人物をリンカーンの主教、そしてウィンチェスターの主教に任命し、政治家としての人生において、彼の忠告を仰いだ 。ケンブリッジ在学中には若き日のウィリアム・ウィルバーフォースとも友人になった。ウィルバーフォースは生涯の友となり、議会では同盟を結んだ。小ピットは仲間の学生や、それ以外にも、自分をよく知っている人物としか付き合おうとしない傾向があり、大学の外の人間と交際するのはまれだった。しかし小ピットは、魅力があって友好的であると記されている、ウィルバーフォースによれば、彼は非凡な才能に加え、人を惹きつける品のいいユーモアのセンスの持ち主だった。「ここまで自由に、楽しそうに、遊び心のある諧謔心で人を喜ばせ、誰をも傷つけることなしに満足させる人物を見たことがない」 チャタム伯に叙された父大ピットは1779年に亡くなり、次男の小ピットが相続した遺産はわずかだった。父が亡くなった時はその場に居合わせており、父を議場から運び出す手伝いをした。後に小ピットはリンカーンの法曹学院で法律を学ぶ。1776年に虚弱さゆえに病気に倒れ、貴族の子弟のみに許される特権で試験に合格することなく卒業した。1779年にケンブリッジ大学が保有していた庶民院の議席に出馬するが落選。今度は第4代ラトランド公爵チャールズ・マナーズの力を借りてアップルビーの腐敗選挙区の補欠選挙で当選、1781年1月8日に下院議員となる（1784年イギリス総選挙でケンブリッジ大学に鞍替え）。

### 政治家人生のスタート

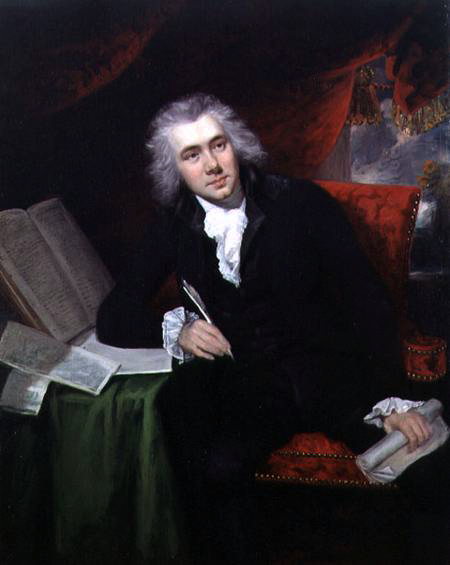
ウィリアム・ウィルバーフォース

1780年9月の総選挙で小ピットはケンブリッジ大学選挙区で争ったが落選した。それでもなお国会議員になるという気持ちは変わらず、小ピットは大学時代の仲間であるチャールズ・マナーズ (第4代ラトランド公爵)により、初代ロンスデール伯爵ジェームズ・ロウサーをパトロンとして保証してもらった。ロウサーは事実上アップルビーの腐敗選挙区を支配しており、この選挙区の補欠選挙で、1781年の1月に小ピットは庶民院の議員となった。後に小ピットは自分に議席を与えてくれたこの選挙区を攻撃することになったのである。
議会では、若さにあふれた小ピットは公の場で引きこもりがちになる姿勢をかなぐり捨て、自分が正に注目に値する討論者であるというと処女演説で浮上させた。元々チャールズ・ジェームズ・フォックスのような著名なホイッグ党員と提携しており、ホイッグ党員と共にアメリカ独立戦争の継続を非難した。父の大ピットがやっていた事だった。小ピットは首相のノース卿フレデリック・ノースに、独立戦争に参加した植民地と和平を結ぶように提案した。また、選挙の堕落阻止の提案を含めた国会の改革法案を支持した。加えて、ハル選出の議員となったウィリアム・ウィルバーフォースとの友情を新たにした。ウィルバーフォースとは、国会内の傍聴席でしばしば顔を合わせていた。
ノース内閣が1782年に崩壊し、ホイッグ党の2代ロッキンガム侯爵チャールズ・ワトソン＝ウエントワースが首相となった。小ピットはアイルランドの副出納官という役職を勧められたが断った。副出納官は目立たない役職とされていた。ウエントワースは首相の座について3か月で亡くなり、2代シェルボーン伯爵ウィリアム・ペティが後を継いだ。フォックスを始め、ロッキンガム内閣にいた多くのホイッグ党議員が新首相ペティの内閣での勤務を拒否した。しかし小ピットはこの首相と相性がよかったため入閣し、大蔵大臣となった。
小ピットの生涯にわたる政治上のライバルとなったフォックスはノースと提携した。フォックスとノースはシェルボーン（ペティ）を失脚させた。ペティが辞任した1783年にフォックスを嫌っていた国王ジョージ3世は小ピットに首相への就任を勧めた。自分が庶民院の支援を受けられる保証がないと知っていた小ピットは辞退した。政権の長は名目上はウィリアム・キャヴェンディッシュ＝ベンティンクだったが、フォックスとノースの連立政権が権力を握った。
小ピットは大蔵大臣の職をはずされ、野党に与して国会改革問題の法案を提出した。フォックスとノースの不安定な連立に圧力をかけるためであった。フォックスとノースの連立政権にも、改革の支援者と批判者の双方が含まれていた。小ピットは選挙権の拡大については主張しなかったが、賄賂と腐敗選挙区の改革案は提出していた。彼の提出案は却下されたが、国会の多くの改革支持者たちが小ピットを指導者とみなした。

### アメリカ独立戦争による衝撃

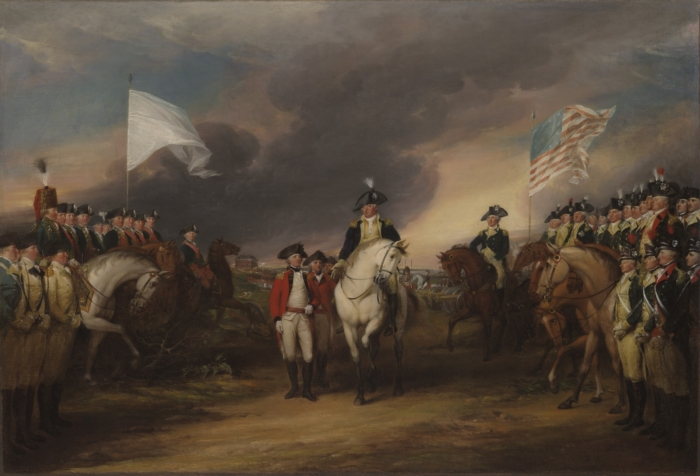
アメリカ独立戦争（ヨークタウンの戦いにおけるコーンウォリス卿の降伏）

アメリカ独立戦争でイギリスが負け、13植民地が独立した事はイギリスの体制にとって衝撃的だった。当時のイギリスは財政軍事国家であり、力のある複数の敵国がいて、どの国とも同盟がなく、大西洋をまたぐ大がかりですきだらけの兵站線に依存している事への限度をあらわにした。これは17世紀の、プロテスタントとカトリック双方から敵意を以て対峙されていたが、以来初めて財政軍事国家の限度をあらわにした。独立戦争での敗北は意見の衝突を高め、大臣たちへの政治的な敵意をあおった。国会内での最大の関心事は、国王が強権をふるうのではないかという恐れから①代議士制度権、②国会の改革、③政府の経費削減へと変化した。改革主義者達は広範囲にわたる制度上の退廃とみなされるものを破壊しようとした。1783年の和平条約により参戦したフランスは財政的に疲弊し、イギリス経済はアメリカからの収益のおかげでにわか景気にわいた。危機が去ったのは1784年で、国王が抜け目なくフォックスの裏をかき、小ピットのリーダーシップにより誕生した体制への信頼という形で幕を閉じた。歴史家は、アメリカ植民地との戦いに負けたことで「イギリスがフランス革命に対して一丸になり、より組織的に対応できたのだ、さもなくば自分たちにも同じことがおこるところだった」と結論付けている。

### 首相就任

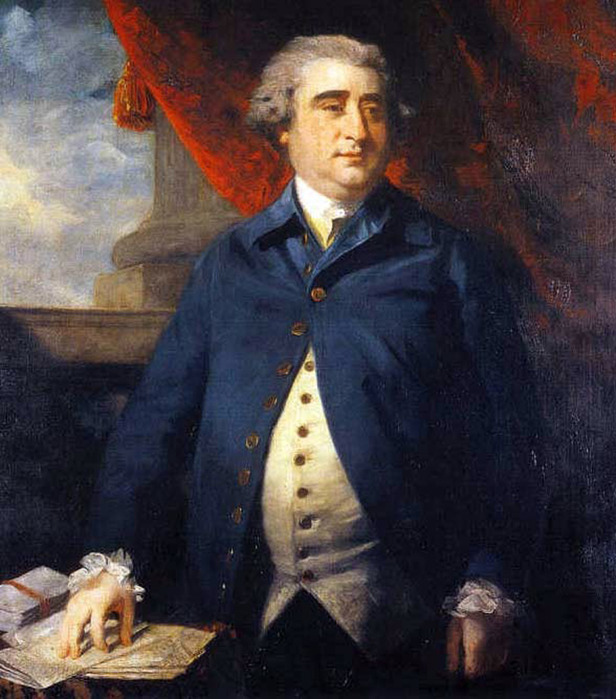
チャールズ・ジェームズ・フォックス

1783年の12月、フォックスは大きく失われたジョージ3世の引き立てを得ようと、エドマンド・バークによる東インド会社改革法案を国会に提出した。が、国王の支援は得られず、その後フォックスとノースの連立は崩壊した。フォックスはこの法案は東インド会社の倒産を防ぐために不可欠であると明言していた。小ピットは「不可欠という言葉は、人間の自由を侵害するものの言い訳でしかなかった。それは暴君の主張であり、奴隷主義であった。」と反論した。 国王ジョージ3世はこの法案に反対した。庶民院でこれが通った時、国王は貴族院での否決を取り付け、この法案に賛成する者は敵とみなすと脅した。貴族院でこの法案が否決された時、国王は連立政権を解消し、小ピットに首相の職をゆだねた。それ以前にも小ピットは首相を3度打診されていた。
国会内では多くの政敵と対峙していた小ピットは数か月で自らの地位を固め、憲政を危ぶむ声が出てきた。一部の歴史家は「彼の成功は当然である、君主の力の決定的な重大さを与えられのだから」と主張し、また別の歴史家は「ジョージ3世はピットに賭けてみたのであり、一連の幸運がなければ2人とも失敗していた」と主張している。
小ピットは24歳でイギリス最年少の首相となった。「国中が立ち上がってピットにくぎ付けになっているそのざま、この国は学生の世話になっている」この歌で多くの国民がこの政権を、他にもっと年長の政治家が後を継ぐまでの一時しのぎと見ていた。この新しい「ミンスパイ」政権がクリスマスまでしか続かないと広く予測されていたが、政権は17年続いた。

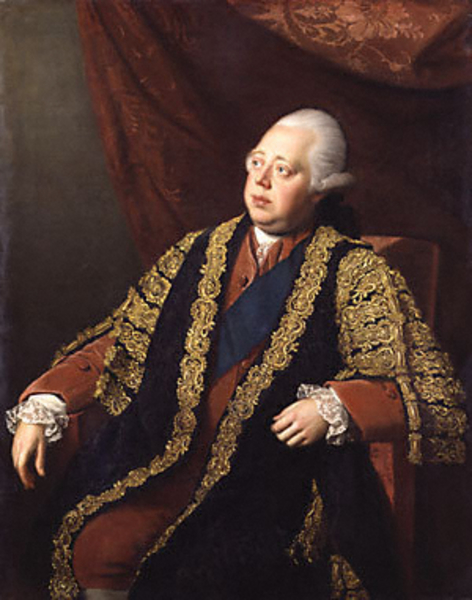
フレデリック・ノース

抵抗勢力をそぐため、小ピットはフォックスとその連立相手とに入閣を申請した。ノースは入閣を拒否。新政権は即座に防勢に転じ、1784年1月には内閣不信任決議をつきつけられた。小ピットは前代未聞のやり方で辞任を拒否した。彼はジョージ3世の支援を受け続けていた。国王はフォックスとノースの連立による政治支配に懐疑的だった。小ピットは貴族院の支持も受けており、貴族院は協力的な姿勢を投げかけていた。また国内からの支援の手紙も多く受け取っていた。その手紙は、国会議員の一部に、ピットの就任の承認を嘆願する形を取った。これらの手紙は一部の国会議員に影響を与え、彼らは小ピットの支援に回った。同じころ小ピットはロンドンの自由市民権を与えられた。この自由市民権授与の式典から戻った時、ロンドンの人々は彼の馬車を自分たちで引っ張って小ピットの自宅へ戻り、尊敬の念を表した。ホイッグクラブを通過するとき、馬車は小ピットへの攻撃にさらされた。この知らせが広まると、ロンドン市民はどんな手段をしてでも小ピットを引きずり下ろしたいフォックスと仲間のせいだと決めてかかった。小ピットは大衆全体からの大きな人気を得て「正直者ビリー」と呼ばれた、フォックスとノースの、不正直で堕落して、信条のない政権から清冽な変化をなしとげる人物とみなされたのである。
1784年に国会が解散され、続けて総選挙が行われた。小ピットは国王ジョージ3世の支持を得ていた。国王の庇護と大蔵大臣からの賄賂は庶民院において当たり前に政権の安定多数を保証するに期待しうるものだったが、小ピットの政権は国民的支持をもまた同様に受けていた。大多数の一般選挙区では、選挙を戦う候補者は小ピット側かフォックス－ノース側かは明白だった。早々に開票報告が行われ、小ピット反対派が小ピット派へ大勢鞍替えした。彼ら反対派議員は、離脱したものも、引退したものも、対費用効果の低い敗北を避けて相手と組んだ者も、未だ選挙を直視していなかった。同年小ピットは海軍の定員数を引き上げ、総収入2600万ポンドの10パーセントを軍艦の建造費に充てた。非難されながら小ピットは「経済の再生には国家の安全が必要」と主張した
フォックス自身の選挙区であるウェストミンスターは、イギリス国内でも有数の有権者を抱える選挙区の一つだった。この選挙戦では全国の総有権者の4分の1がこの選挙区にいると見積もられており、フォックスは2議席の1つを争うためにピット派の2人の候補者と激戦になった。それぞれの投票数の調査を含む大々的な法的論争が1年以上にも及んだ。一方でフォックスは、タインバーグの腐敗選挙区の代表でもあった。結果がだらだらと長引くのを小ピットを支持する多くの人々が甚だしいと見て、フォックスの当選声明と共に調査は打ち切られた。かたや小ピットはケンブリッジ大学選挙区で一人勝ちし、その後の人生もこの選挙区での勝利が続くことになった。

### 第一次ピット内閣

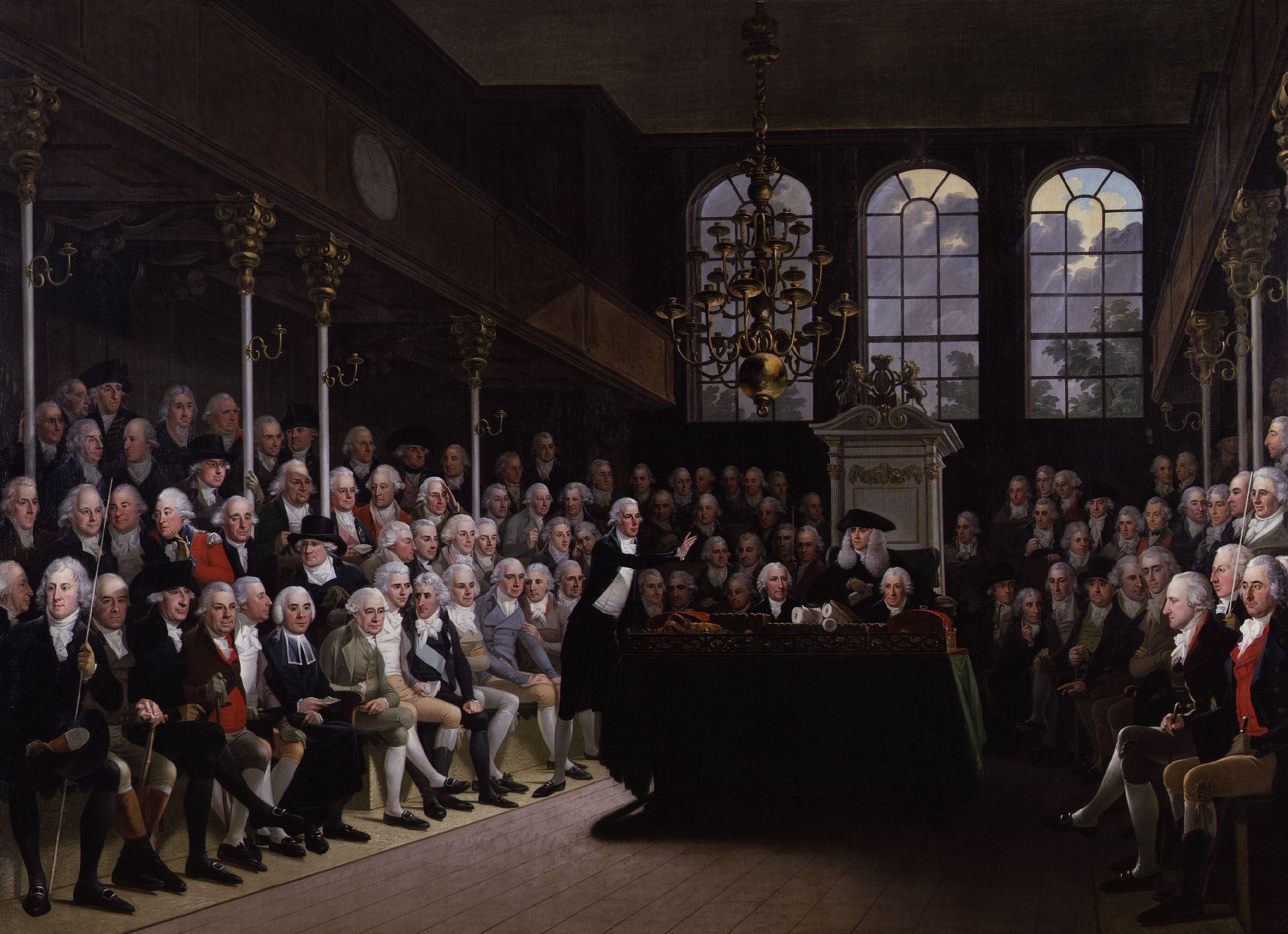
庶民院で処女演説を行うピット（中央、立っている人物）

首相の座は安泰であったため、小ピットは協議事項を法として制定できた。首相として最初の法律制定は1784年のインド法の制定で、イギリスの東インド会社の再編成と汚職の監視が目的だった。インド法により、東インド会社の業務を監督する監視委員会が新たに設けられた。フォックスがやろうとして失敗したインド法案とは異なり、委員会は国王により選任されるものと明記されていた。シドニー卿トマス・タウンシェンドが委員長に選ばれ、小ピットも委員会に名を連ねた。この法はインドにおけるイギリスの支配を中央集権化し、ボンベイやマドラスの行政官の力をそいでチャールズ・コーンウォリス総督の力を強めるものだった。1786年、総督の権限がさらに明確にされたが、これは恐らくシドニー卿タウンシェンドのなせる業であり、また恐らく、ペナン州に監督（総督）であるフランシス・ライト艦長が東インド会社を設立したその成果でもあった。
内政では小ピットは国会改革の運動にもかかわっていた。1785年、彼は法案を提出。36の腐敗選挙区の代表を解任し、少しずつ、より多くの国民に選挙権を与えて行く旨が記されていた。この法案に対する小ピットへの支持は、庶民院での可決を可能にするほどには強力ではなかった。1785年提出のこの案は、国会に提出された小ピットの法案のうちの、最後の国会改革要求案となった。

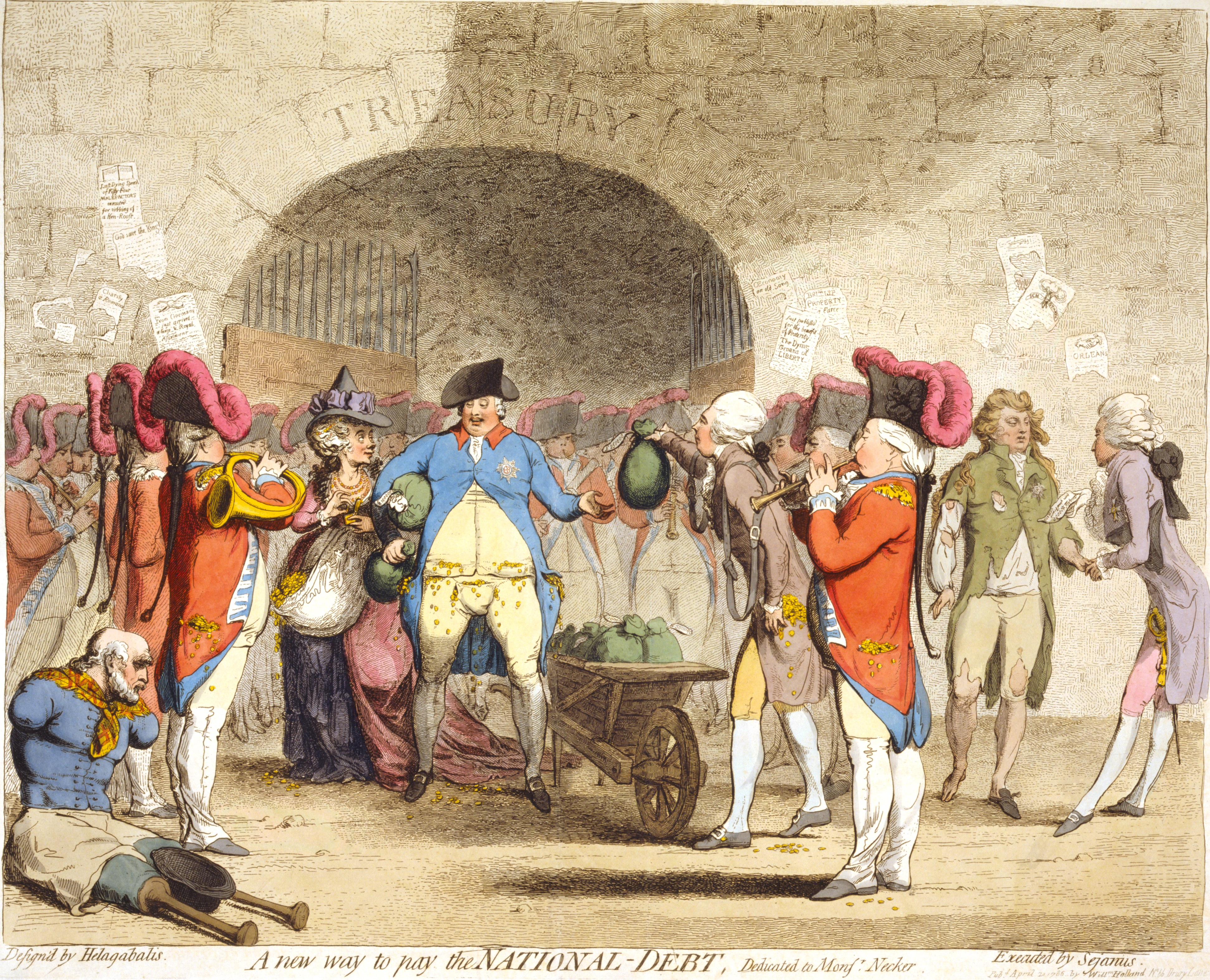
『国債の新しい返済の仕方』という見出しのジェームズ・ギルレイの風刺画。ジョージ3世とシャーロット王妃が財政資金を出すことで王室債を埋め合わせ、小ピットが新しい現金袋を国王に渡している。

小ピットがかかわったそれ以外の内政問題は国債に関してだった。アメリカ独立戦争で国債の額は劇的に増大していた。小ピットの就任時10年で2倍にもなり、政府の歳入の半分の金額が返済に充てられていた。国債が無担保、または財源がないため釣り合いが取れない事が憂慮された。国債を買ってもらうために額面から20パーセントも割り引かれた国債が発行された。1784年から85年、小ピットは割引率を5パーセントにまで減らして、国債購入者が払った総額が政府の安定と国家の繁栄につながるようにした。小ピットは他に密輸と不正を減らすやり方も導入。1786年には国債減額のため減債基金（シンキング・ファンド）を設立した。新税導入で毎年の歳入が100万ポンドの黒字となり、基金に集まった金は国債の清算に使われた。システムは1792年に拡張され、政府による新しい公債が計画された。フランス革命戦争でこのシステムは無効となった。あまり劇的な経済効果はなかったが、政府の信頼ははるかに高まった。小ピットは大学時代に読んだアダム・スミスの『国富論』で自由貿易が大きな経済的成功をもたらす事に惹かれていた。1786年にイーデン条約によりフランスと自由貿易協定を結び、イギリスの製品がフランス市場に流れ込んだ。フランスとの関係も改善された。が、社会的混乱を招く原因になった。
小ピットはフランスの影響を抑えるためヨーロッパ諸国との同盟を模索し、1788年にプロイセン、オランダと共に1788年の三国同盟を結成した（但し、この三国同盟はロシアの南下に対する懸念から結ばれた。1791年に三か国でロシアに戦争を仕掛けようと予定していたが、イギリスとロシアの和解により1792年に四か国同盟になっている）。1790年のヌートゥカ危機ではこの同盟により利を得て、スペイン帝国は仕方なく南北アメリカの西海岸を放棄した。同盟は、そのほかの部分ではイギリスに大きな利益をもたらさなかった。
1788年、ジョージ3世が奇病にかかった。複数の歴史家によるまとまった意見としては、病気はポルフィリン症で、当時長引いたり治療が行われなかったりした場合、精神状態がひどく損なわれた。国家元首が国政を十分に行えない場合摂政を立てなければならず、すべての会派が摂政はジョージ王太子（後のジョージ4世）だと口を揃えた。王太子はチャールズ・ジェームズ・フォックスの支持者であり、フォックスが権力を握ったら小ピットの罷免はほぼ確実だった。とはいえ、フォックスにそういった機会は訪れなかった。国会が、摂政に関して、法に則った専門的な手続きの議論で何か月も費やしたからであった。小ピットにとって幸運なことに、1789年に国王は回復した。摂政法法案が提出されて庶民院で可決された直後のことだった。
1790年の総選挙は与党の勝利となり、小ピットは首相の職にとどまった。1791年、小ピットは進展しつつある大英帝国が抱える問題の一つの処理を続けていた。それはカナダの今後だった。1791年のカナダ法により、カナダ植民地は2つの地域に分かれていた。フランス系カナダ人が優勢であるロウワー・カナダと、イギリス系が優勢であるアッパー・カナダであった。このカナダ法により、ケベック植民地が分割され、立法府が作られて、イギリス系移民が両カナダに増えた。結果、フランス系の多いロウワー・カナダもイギリスの支配が進んだ。1792年の8月、ジョージ3世は小ピットを名誉職である五港長官に任命した。前年の1791年には、国王は彼にガーター勲章の授与を提案していたが、小ピットは兄の2代チャタム伯ジョン・ピットへの授与をほのめかしていた。

### フランス革命

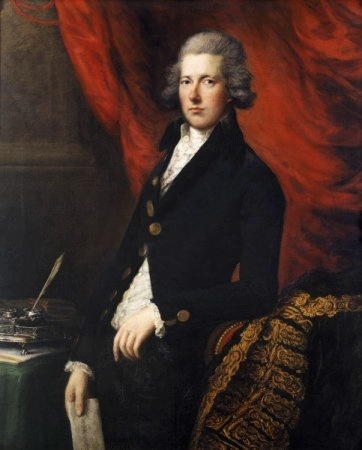
ウィリアム・ピット

1785年に小ピットの国会改革案が提出されて以来、この問題が政治の中心になることはなかった。フランス革命の勃発で再び改革を求める声が高まったものの、改革論者達は過激派とレッテルを張られ、フランス革命の同調者であるとされた。1794年に小ピット政権は過激派3人を大逆罪にしようとしたが失敗した。
個人で扇動的な書物を出版した者を罰する法が作られ、1794年には人身保護条例を出す特権が中止された。他にはSeditious Meetings ActやCombination Actがある。小ピットは1795年に現行の強制徴募に加えてクオータ制を導入することになった。
フランスとの戦争自体は「革命の政治的経過や、人間の解放をうたう諸局面に対しても関心を払うことなく、1792年にプロシア、オーストリアが革命政府に宣戦を布告したときもこれに参加することを拒んだ。」 との事。1793年に「革命フランスがベルギーに侵入し、スヘルデ川の河口を占領してオランダに圧力を加え、イギリスの伝統的な貿易を脅かすようになったとき…戦争の遂行に専心した」。

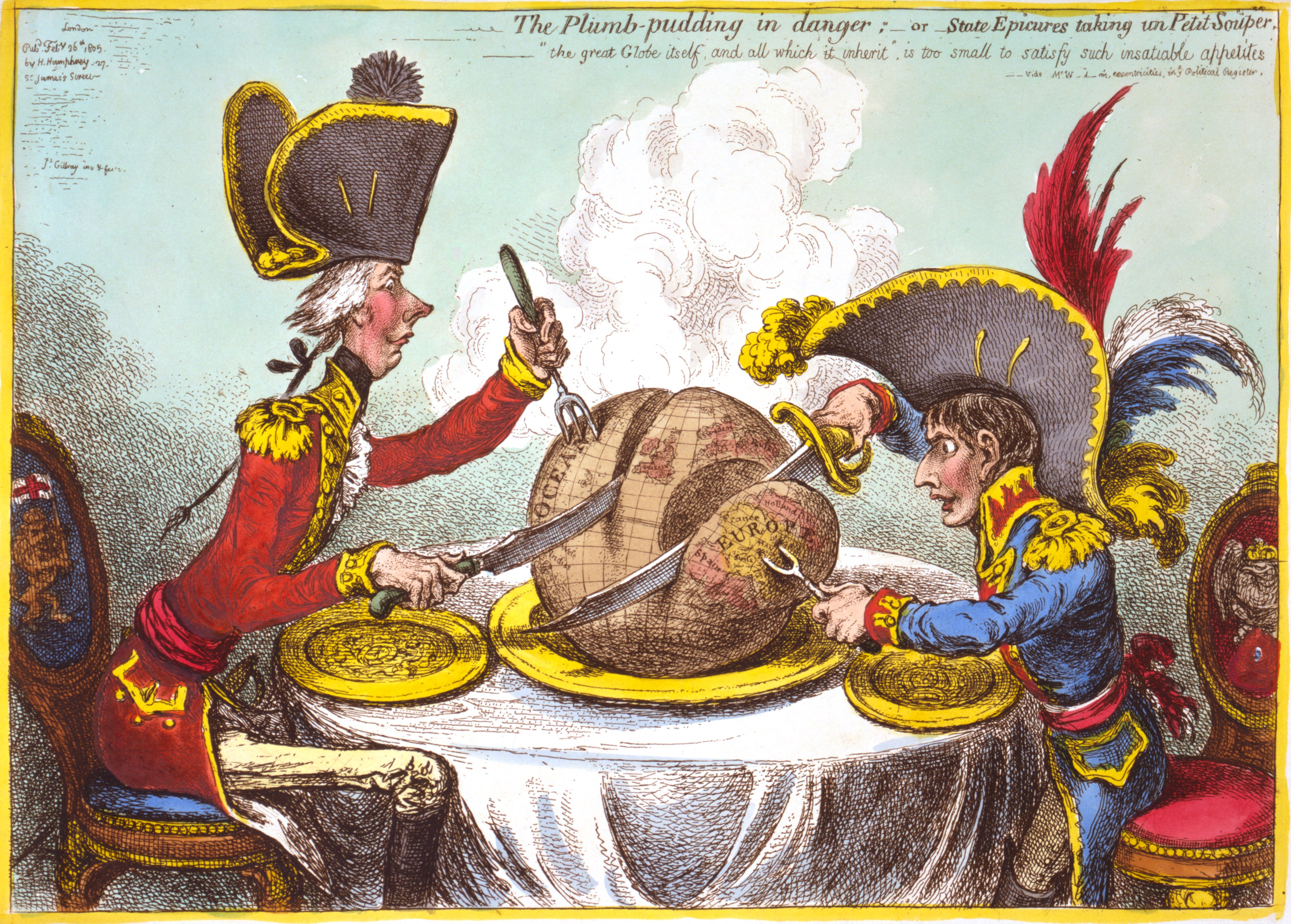
ギルレーの風刺画、ナポレオンと世界というプディングを分け合うピット

対仏戦争の予算にイギリス政府は悩まされた。ナポレオン戦争の後半期とは違って、この時点でイギリス陸軍の常駐軍は少人数であり、戦争の勝利は海軍の尽力と、フランスへの脅威を感じる諸国への資金供給で得たも同然だった。1797年、小ピットは金と紙幣を交換しようとする個人客から、王室の金の蓄えを守る必要に迫られた。イギリスでは紙幣が流通して20年以上経っていた。小ピットはイギリス初の所得税を導入する必要にも迫られた。所得税は間接税による歳入の損失補填に役立った。貿易の下降で損が生じていた。小ピットや連盟国の奮闘をよそに、フランスは次々と第一次対仏大同盟の諸国に勝ち、同盟は1798年に崩壊。第二次対仏大同盟もフランスに勝てなかった。マレンゴの戦いで第二次同盟が崩壊}。この時期は海軍本部の主計局長にチャールズ・ミドルトンがいて、小ピットとミドルトンの両者により海軍増強は達成された。同盟国の一部は戦意を喪失しており、兵力不足もあった。イギリス本土も侵攻の危機にさらされ、講和となった。
戦争の間は不作、拿捕の危険などから食物の支援が乏しくなり、士気が下がり物価は上がった。資金も不足したため、イングランド銀行に硬貨でなく紙幣で国債を払ってもいいという特別法が成立した。税金は高く、政府は戦費に見合うための義勇兵を求めた。イングランドでは暴動が起きた。アイルランドは内乱前夜だった。挙句の果てに海軍の大部分で反乱が突発した。
またフランスとの戦争によって1798年（～1800年）にかけて結社禁止法（コンビネーション・アクト）を制定し、「国家は完全に資本の側に加担して、『労働組合』に代表される労働側に対立した。」但し、1802年には一代目ロバート・ピール（ロバート・ピールの父）によって「Health and Morals of Apprentices Act」という、紡績工場で働く小さな子供の健康への考慮を検討する法律を施行している（しかしこの法律は可決はしたが、1819年の「Cotton Mills and Factories」まで運用はほぼされなかった）。このことから、1783年から起こっていた、子供の劣悪な環境における悪性熱などの被害を完全に無視していたようではなさそうである。因みに第1代ロバート・ピールはトーリー派で、1780年付近に「アークライトの水紡機（water frame：1769発明）」を導入して、マンチェスターにおいて財を成した工場経営者で政治家でもあり、熱烈なピール支持者だった。この問題はロバート・オウエンの参加した「The Literary and Philosophical Society of Manchester」の繋がりと関係している。

### 辞任

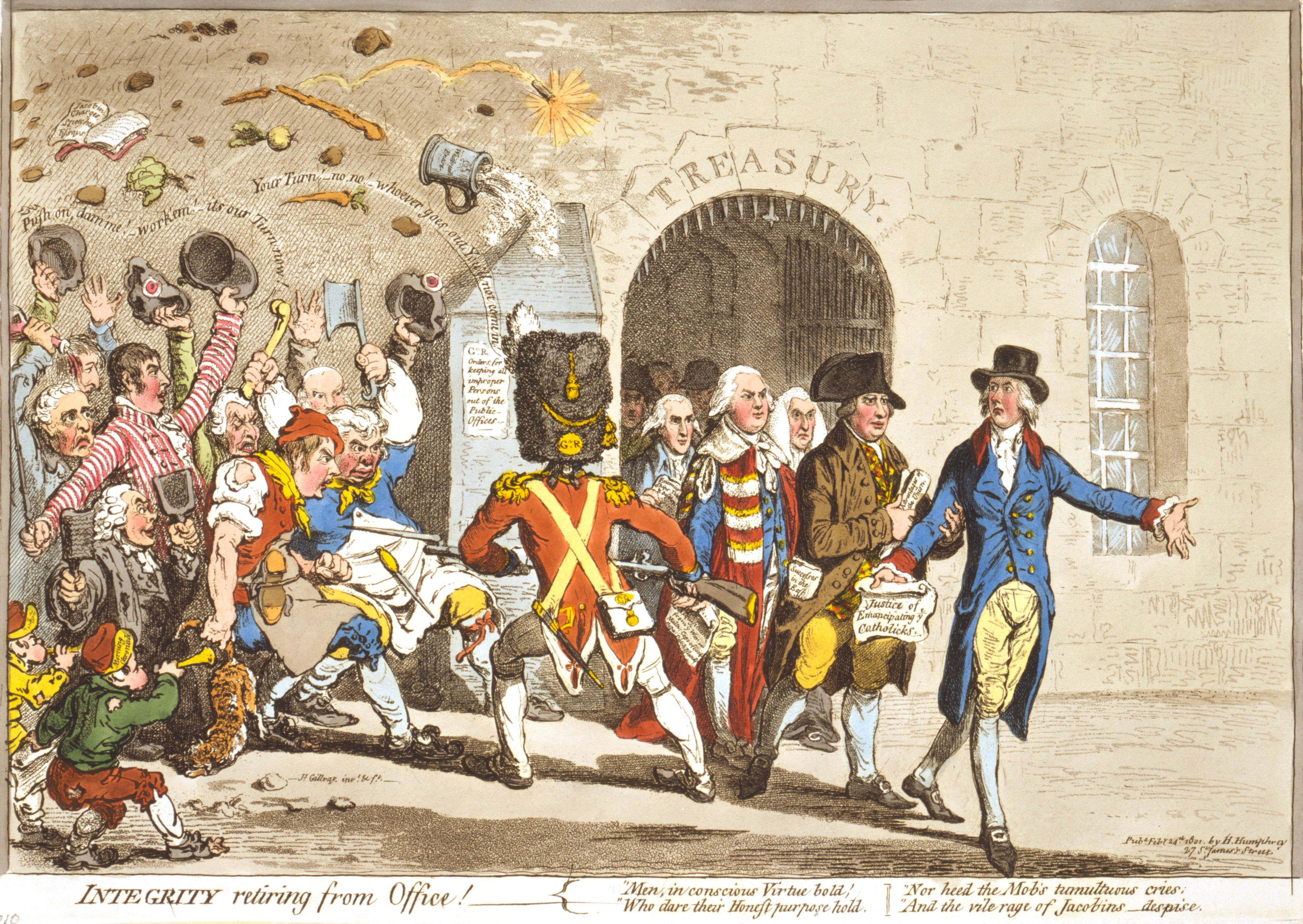
『完全無欠なる退任』と題されたギルレーの風刺画 (1801年)

フランス革命により、イギリスの支配下にあったアイルランド王国の関連の宗教と政治の問題が再燃した。1798年、アイルランドのナショナリストは1798年に暴動を計画することさえした、フランスが、イギリスの支配をくつがえす手助けになるだろうと信じていたのだ。小ピットはイギリスとアイルランドの連合しかないと固く信じていた。フランスの支援を受けた暴動が失敗に終わった後、小ピットは1800年に連合法を作る。イギリスとアイルランドの連合が成立し、アイルランド議会への補償金と援助が保証された。1801年1月1日にグレートブリテンおよびアイルランド連合王国が誕生。
小ピットはアイルランドの多数派を占めるカトリックへの譲歩を認め、彼らが受けていた様々な政治的制約の撤廃を模索した。しかしジョージ3世はカトリックの解放に強く反対しており、彼らにこれ以上の自由を認めることは自身の戴冠式での国教であるイングランド国教会を守るという誓いを冒涜すると主張した。小ピットは国王の主張を変えられず、1801年の2月16日に辞任した。そしてヘンリー・アディントンに後を託した。ほぼ同じころ、国王は再び精神状態がそこなわれる発作に見舞われた。アディントンは正式に首相としての任命を受けられなかった。辞任したにもかかわらず小ピットが臨時に職務を執行し、1801年2月18日に年間予算法案を提出した。3月14日に国王の病状が回復し、首相の権限が小ピットからアディントンへ移譲された。

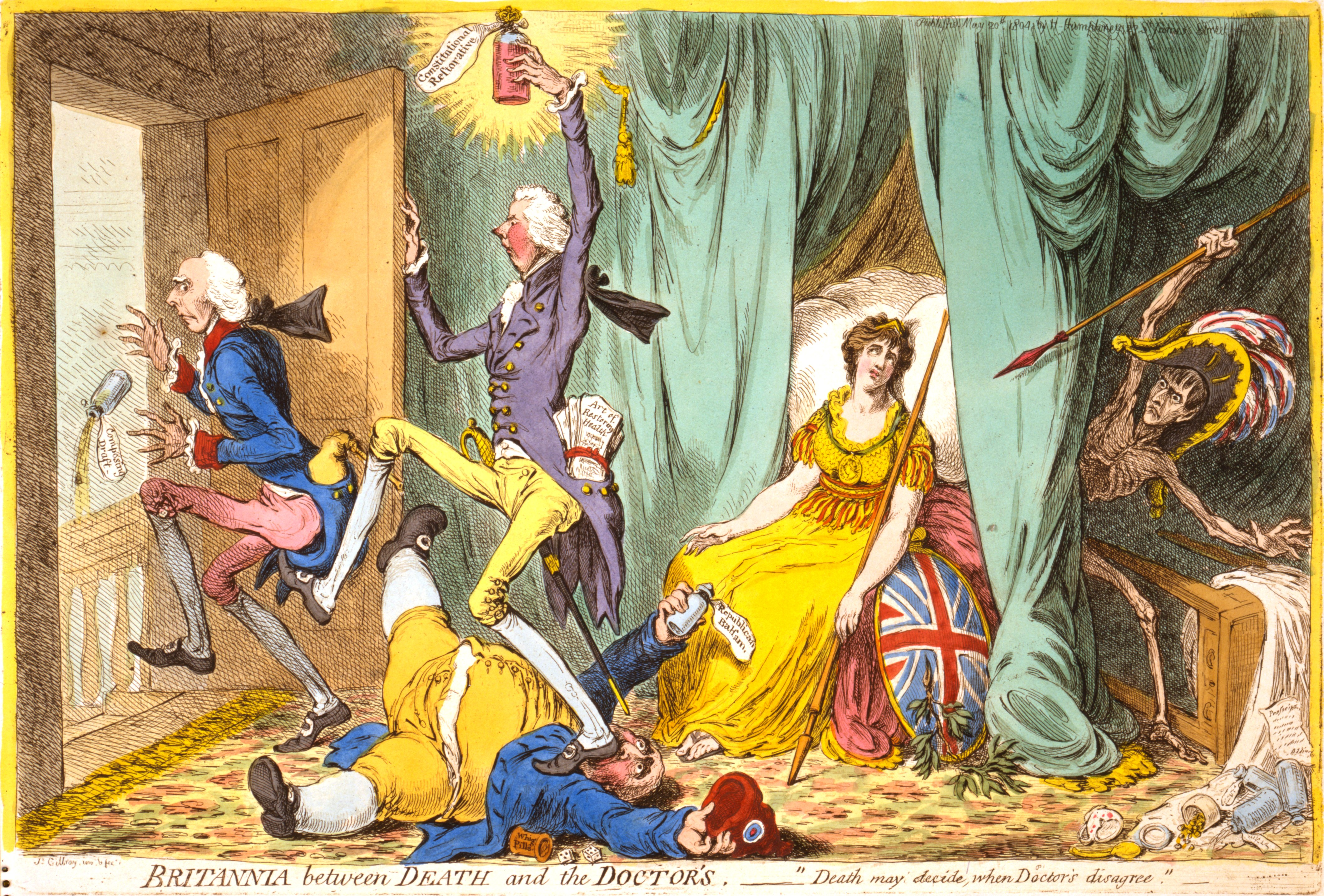
1804年のギルレーの風刺画。ブリタニア（イギリスの女性擬人化）を病人に例え、ブリタニアの新しい医者であるピットが、前任のアディントンを追い出しているさま。

小ピットは新政権を支援したが、頻繁に国会を欠席するようになり、ウォルマー城内の五港長官公邸にいる方を好んだ。ウォルマー城で1802年までは夏の終わりの休暇を過ごし、それ以後は春から秋まで滞在していた。この城から小ピットはフランスの侵攻を見据えた地元の義勇兵隊の編成を手伝い、トリニティ・ハウスで募集された大隊の大佐として行動し（ピットはトリニティ・ハウスの支配人でもあった）、ロムニー・マーシュにマーテロー塔とロイヤルミリタリー運河の建設を奨励した。
フランスが1799年にロシア帝国に、1801年に神聖ローマ帝国（オーストリア）に和平と承認を迫った後、アミアンの和約が英仏間で署名され、フランス革命戦争は終わりを告げた。しかし1803年には、イギリスと、ナポレオン支配下の新生フランス第一帝政との間で、再び戦争が勃発した。小ピットはアディントンから入閣を勧められていたが野党側に着き、政府の方針に批判的になってきた。アディントンは小ピットとフォックスの共同での反対に直面できず、与党が徐々に彼への希望を失っていくのに気が付いた。1804年の4月には、アディントンは議会での支持を失い、辞任を決意した。

### 第二次ピット内閣

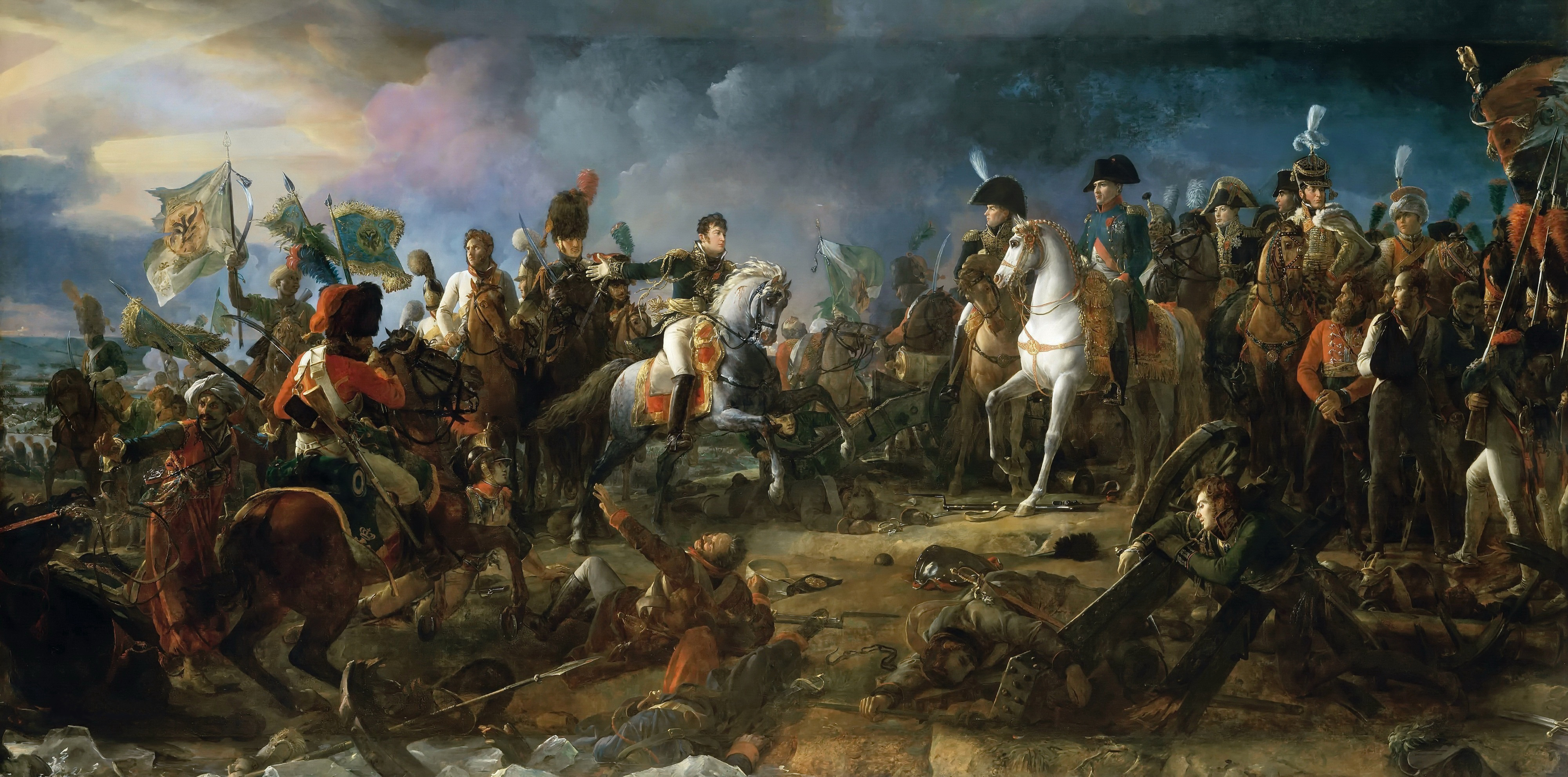
アウステルリッツの戦い

小ピットは1804年5月10日に首相になった。彼は大々的な連立内閣を計画していた。フォックスの入閣がジョージ3世の反対に遭った。アディントンとの同盟を含めた小ピットの支持者達が野党側に回った。このため、第二次内閣は第一次よりも弱体化したものとなった。
イギリス政府はナポレオン1世に圧力をかけ始めた。小ピットの尽力のおかげでイギリスはオーストリア、ロシア、スウェーデンと共に第三次対仏大同盟に加盟した。1805年10月、イギリス海軍の提督であるホレーショ・ネルソンがトラファルガーの海戦でイギリス海軍の名をしらしめた。年に一度のロンドン市長の宴会では、ネルソンを「ヨーロッパの救世主」とたたえて乾杯が行われ、小ピットはこれに対して「あなたがしてくださったことに恩義を持って報いたい。しかしヨーロッパはひとりの人物によって救われたのではなく、イギリスが自ら努力して自分を救ったこと、これからも、これを手本にヨーロッパを救うであろうことを私は信じる」
それにもかかわらず第三同盟は崩壊した。1805年10月のウルムの戦いでと、12月の1805年のアウステルリッツの戦いで大敗した。アウステルリッツの知らせを聞いた時、ピットは、ヨーロッパの地図を照合し、こういった。「すべての地図を巻き上げてしまえ、これらはあと10年は必要とされない」
フランス革命とナポレオン戦争の混乱に乗じて、イギリスはフランスやフランスの従属国となったオランダの植民地を攻撃した（西インド諸島のトバゴ島やインドのポンディシェリー、シャンデルナゴル、コルシカ島等）。更にセイロン島や南アフリカのケープタウンもイギリスの支配下に入った。このような戦略は父の大ピットから受け継いだ小ピットの植民地を重視した海洋派の主張が大きく反映されたからである。ウィーン議定書によってセイロン島とケープ植民地のイギリス領有が正式に認められた。

## 私生活
小ピットの社交仲間について、伝記作家で元トーリー党党首のウィリアム・ヘイグはこう書いている。
「ピットは、ケンブリッジ時代の友人や家族といる時が一番幸せだった。社会的な出世欲を持たない人物で、彼が自分から友達を作ろうとすることはまれだった。首相となってからの1年半、ベレスフォード、ワイヴィル、トワイニングといった、才能ある協力者たちは、それぞれの専門分野で彼の心に入り込み、そして去って行った。ピットの社交領域拡大への関心のなさは、その社交領域に家族以外の女性がいなかったことを意味する。この事実がかなりの噂をもたらした。1784年の末から、ザ・モーニング・ヘラルドに風刺的な詩が載るようになった、その詩は、ピットが女性を知らないということに関心を集中させたものであった。『我々は確かにピットにしばしば悪態をついた、彼は誰にも屈服しないのだから。でも悪態そのものはピットを責めるのを恐れる、彼の身持ちの固さを恐れる』他にも、小ピットと大蔵卿のトム・スティールとの関係を嫌味に言うものもいて、1784年の、憲政危機の際には、シェリダンが、ジェームズ1世の寵臣であった、バッキンガム侯爵とピットを、ホモセクシュアルという関連事項で比較した。社交においては小ピットは若い男性の会合を好み、30代になっても、40代になってもそれを続けた。ピットにホモセクシュアルの傾向はあったかもしれないが、野望の手前、彼らの行動を規制しようとする衝動を抑えた。彼は女性には魅力的であった、しかしそれがいつであろうと、親密になろうとする－後年になってそれが公になった－のを拒絶していたのは確かであろう。散文的に言えば小ピットは人生を通じて無性愛であり、たぶん、政治家としての早い成熟が、男としての成長を妨げたのである。」
ある時は、エレノア・イーデンとの政略結婚の噂が浮上したこともある。小ピットはエレノアとかなり親しかった。しかし小ピットは1797年、この結婚の可能性を破棄し、エレノアの父親であるウィリアム・イーデンに、こういう手紙を送っている。「私はこの結婚を決定すること、乗り越えることへの妨害を見つけたといわざるを得ないでしょう」
小ピットは次第に、スリー・ボトル・マンとして知られるようになっていった。これは彼がポートワインを多量に飲むのに関連づけてのことであるが、吹きガラスが主流のため薄くて丈夫な製品が作れなかった時代のワインボトルの容量は3/4英パイント（約426ミリリットル、現在の主流である750mlボトルの半分より少し多い程度）ほどであった。また、同じ名前であっても、飲用のブランデーで酒精を強化していた当時のものは、現在のポートワインよりも少し度数が弱かったと見られる。現代に当てはめると、強めのワイン1本と2/3ほどのアルコール量と度数であると考えられており、それでも大酒飲みであったことはうかがえる。しかし、清浄な飲用水が貴重だった時代はアルコールの害に対して寛容であったこと、ポートワインが当時のイングランドでは主流ともいえるシェアを占めていたこともあって、当時はそれほど驚くべきことではなかった。

## 逝去
首相への復帰は小ピットの健康に重大な影響を与えた。子供のころから病弱ではあったが、ポートワインの嗜好により、痛風と胆汁が原因と思われる病気が悪化した。このワインを飲むように勧められたのは、慢性的な虚弱さのためであった 。1806年1月23日、小ピットは胃あるいは十二指腸の潰瘍により死去した。彼は生涯独身で、子供はいなかった。
死亡時、小ピットには約4万ポンドの負債があったが、議会がこれを肩代わりすることに同意した。公葬や記念碑により、彼をたたえようという運動が起き、フォックスの反対にもかかわらずそれが進められ、遺体は、ウェストミンスター宮殿に2日間安置されたのち、ウェストミンスター寺院に埋葬された。ウィリアム・グレンヴィルが首相として彼の後を継ぎ、挙国一致内閣の首相となって、フォックスと連立した。

## 成し得たもの

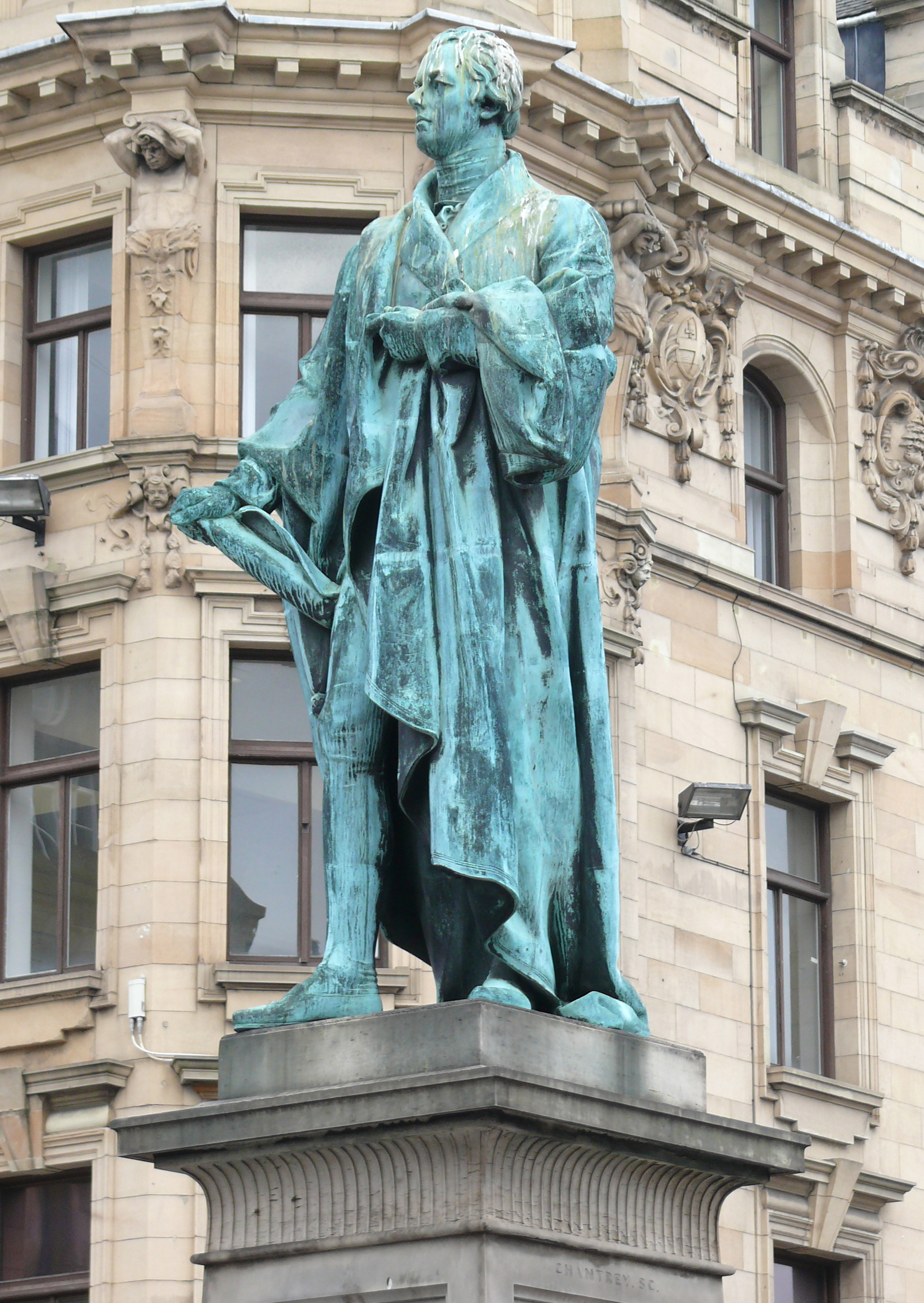
エディンバラのジョージ・ストリートにあるピットの像

小ピットは政府内での権力を強化した精力的な首相であった。閣僚から時折反発を招くこともあったが、政府の様々な部署の監督者及び調整役となった。国王が政府で一番の権力を有していた。小ピットは庶民院の選挙母体の支持を享受するのでなく、王権を維持するために首相であり続けた。成し遂げた重要な政策の一つにアメリカ独立戦争後の税制改革があげられる。増え続ける国債を政府が管理するためだった。
小ピットのその他の国内政策は成功しなかった。国会改革、奴隷解放、奴隷貿易の廃止を確実にすることはできなかった。奴隷貿易廃止は、彼の死から1年後の1807年の奴隷貿易法の可決により実行された。彼の伝記作者のウィリアム・ヘイグは、奴隷貿易の廃止が未解決だった事が小ピットの大きな落胆につながったと考えている。ヘイグは小ピットの政治家人生が終わるまでに、奴隷貿易廃止法を通して可決するという、熟練を要する計画の環境は整っていたと注記している－が、この奴隷貿易廃止運動では小ピットは友人のウィリアム・ウィルバーフォースを励ましたこともあった。ヘイグはさらに言う、この落胆は、おそらくは、機が熟するまでに影響力が薄れた小ピット自身に原因があるのではないかとしている。ヘイグの意見では小ピットの首相としての地位は「トップにいることがどこまで可能であるかを試したのだった。1783年から1792年まで、彼はすぐれた才気で新しいことに挑戦した。1793年からは彼は決意を見せたが、時々たじろいだ。そして1804年、彼は疲れ果てた…限られた多数派と戦争の両者が原因だった…」
ピットはトマス・ライクスの個人的な友であった。ライクスは商人でありロンドンの銀行家であり、1797年、フランス革命戦争で黄金の貯蔵が減り、政府がイングランド銀行に対して、黄金で支払うのを禁じ、紙幣で支払うのを命じた際のイングランド銀行総裁であった。1797年2月26日、イングランド銀行はライクスの初めて1ポンドと2ポンドの紙幣を発行した。

## 引用句
- 我が国よ、なぜにこの国を去れよう(Attributed last words, from: Stanhope's Life of the Rt Hon. William Pitt (1862), vol. iv, p. 391)
- 我が国よ、我が国よ！(Attributed last words, from: G. Rose Diary 23 January 1806)
- ベラミーの子牛のパイが食べられるといいのだが (alternative attributed last words)[55]
- （ルイ16世の処刑を受けて） 最も卑劣で残虐な行いである[14]
- 地図を全部巻き上げろ、あと10年は使わないだろうから (referring to a map of Europe, after hearing of Napoleon's victory at Austerlitz)

## ピットへの人物評
ジョージ・ニコラスとトマス・マッケイ History of the English Poor Law (1899)

1796年にピット首相は救貧法案を提出した。これについては、今まで提出された法案の中で、最も思慮がなくて悪意のある提案ばかりであったと言っても過言ではない。今では主に、ジェレミ・ベンサムによる痛烈な批判である"Observations on the Poor Law Bill February 1797."を呼び起こしたものとして記憶にとどめられている。

カークビー・ページJesus or Christianity (1929):

有名な救貧法の法案だが、ピットの提案はすべての子供が労働を始めるのは5歳になってからだとしていた。6歳から7歳の子供は大規模に雇用され、労働時間は信じられないほど長くなった。12時間から14時間仕事をさせられるのは当たり前だった。

## 映画やテレビにおけるピット

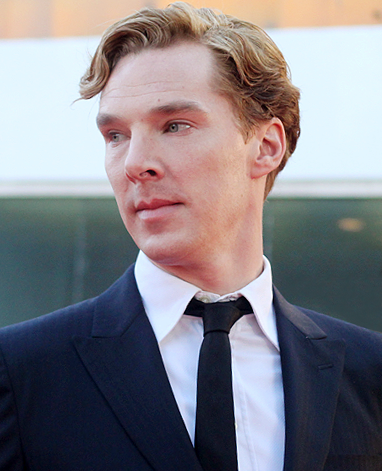
映画『アメイジング・グレイス』でピットを演じたベネディクト・カンバーバッチ

ピットは何度か映画やテレビ番組で描写されている。1942年の、ピットの人生での歴史的な出来事を記録した伝記映画『ザ・ヤング・ミスター・ピット』ではロバート・ドーナットが演じている。1994年の『英国万歳!』では、首相の時期に認知症のジョージ3世への対処を試みるピットをジュリアン・ワダムが演じ、2006年の『アメイジング・グレイス』では、ベネディクト・カンバーバッチ演じるピットと、国会で奴隷廃止の急先鋒に立ったウィリアム・ウィルバーフォースとの友情を描いている。またテレビのコメディー番組『ブラッカダー』の第3シリーズでは、子供のような首相として描かれ、すねたがりの十代の少年で、私見の途中に権力の頂点へ駆け上がったばかりという、脚色化されたピットの役をサイモン・オズボーンが演じている 。ヨークシャーTVによる、歴代の首相の伝記を扱ったシリーズ『ナンバー10』では、ピットはジェレミー・ブレットが演じていた。

### ゆかりの地名
- ケンブリッジ大学には、男子学生のみによるピット・クラブが1835年に創設された。「ピット氏に敬意を表する」がモットーである[60]。
- ピッツウォーター、1788年にイギリス人探検家アーサー・フィリップにより命名[61]
- ピット・ストリート、シドニー中心地区の金融街で、シドニー郊外のウィンザー近くにの町は、もう一つの町ウィルバーフォース共々ピットタウンと呼ばれている。
- ウェールズのスノードン国立公園のピッツヘッドは、この岩がピットの頭に似ていることからこう名付けられた。
- カリフォルニア州北部のチャタム郡は父の初代チャタム伯ピットに、同じくカリフォルニア州北部のピッツボロはピット自身にちなんで名づけられた。
- マレーシアのペナンにあるピットストリートはピットにちなんでいる、この通りがあるジョージタウンが創設された1786年当時の首相だった。
- 香港の九龍地区にあるピットストリートは彼にちなんでいる。
- エディンバラのピットストリートは、ピットにあやかって名付けられた。